# 1851 en science-fiction
| Années de la science-fiction : 1848 - 1849 - 1850 - 1851 - 1852 - 1853 - 1854    |
| Décennies de la science-fiction : 1820 - 1830 - 1840 - 1850 - 1860 - 1870 - 1880 |

L'année 1851 a connu, en matière de science-fiction, les faits suivants :

## Naissances et décès

### Décès
- 1 février : Mary Shelley, femme de lettres britannique[1], née en 1797, morte à 53 ans.